# Rudolph Matt
Rudolph Matt, né le 10 septembre 1909 à Sankt Anton am Arlberg et mort le 18 novembre 1993  à Innsbruck, est un skieur alpin autrichien qui a participé à plusieurs films sur le ski.

## Palmarès

### Championnats du monde
| Épreuve / Édition               | Descente | Slalom | Combiné |
| ------------------------------- | -------- | ------ | ------- |
| Mondiaux 1932 Cortina d'Ampezzo | 8e       | 11e    | 10e     |
| Mondiaux 1936 Innsbruck         | 6e       | Or     | 4e      |
| Mondiaux 1937 Chamonix          | 9e       | 7e     | 7e      |
| Mondiaux 1938 Engelberg         | 9e       | 4e     | 7e      |

## Arlberg-Kandahar
- Meilleur résultat : 2e place de la descente 1930 à Sankt Anton, du combiné 1931 à Mürren et dans le slalom 1934 à Sankt Anton

## Filmographie sélective
- 1931 : L'Ivresse blanche d'Arnold Fanck : Rudi